# Geografia da Suécia
A Suécia é constituída por um terreno plano ou ondulado na sua parte sul, enquanto a parte norte apresenta uma planície costeira seguida de um interior acidentado culminando em alta montanha junto à fronteira com a Noruega.
Apesar da sua latitude setentrional, grande parte da Suécia se beneficia de um clima temperado, principalmente devido à influência da corrente do Golfo. No sul da Suécia, árvores de folha larga são prolíficas, e no norte são os pinheiros e as bétulas que dominam a paisagem. Nas montanhas do norte da Suécia, predomina um clima sub-ártico. A norte do Círculo Polar Ártico, o Sol nunca se põe durante o verão, e no inverno a noite não tem fim.
A leste da Suécia, estendem-se o mar Báltico e o golfo de Bótnia, o que dá ao país uma longa linha de costa e contribui para suavizar ainda mais o clima. A oeste ergue-se a cadeia montanhosa dos Alpes Escandinavos, que separa a Suécia da Noruega.
A parte sul do país é em boa parte ocupada pela agricultura, com as florestas a cobrir uma percentagem maior do terreno à medida que se avança para o norte. A densidade populacional também é mais elevada no sul da Suécia, com centros no vale do lago Mälaren e na região de Öresund.
Gotlândia e Olândia são as duas maiores ilhas da Suécia. A Suécia é geralmente plana a sul e este, sendo todavia atravessada por uma enorme cordilheira no interior oeste - os Alpes Escandinavos, cujo ponto mais alto é a montanha Kebnekaise, no município de Quiruna (2.117 m de altitude).

## Imagens da Suécia

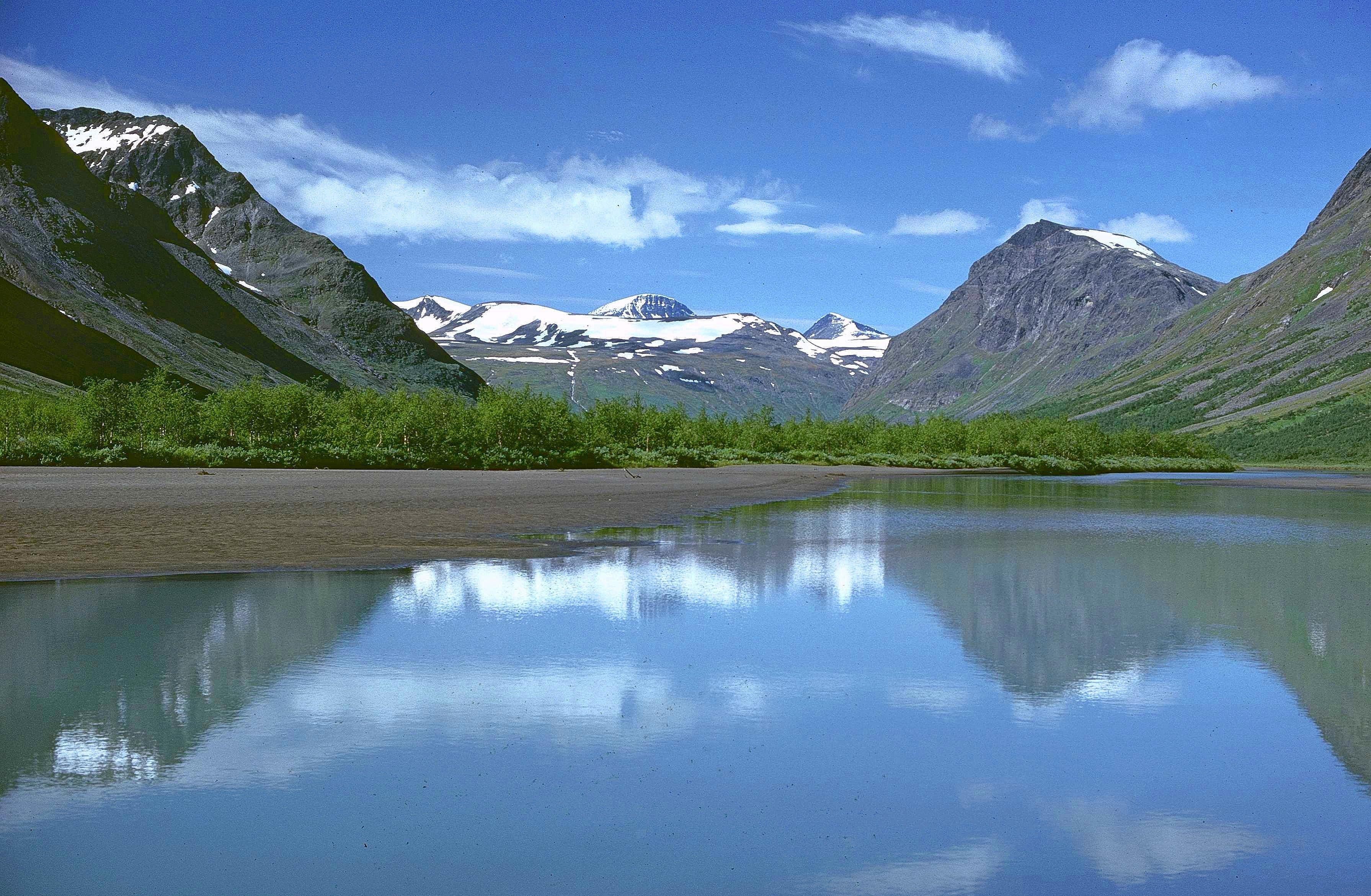
Alpes Escandinavos
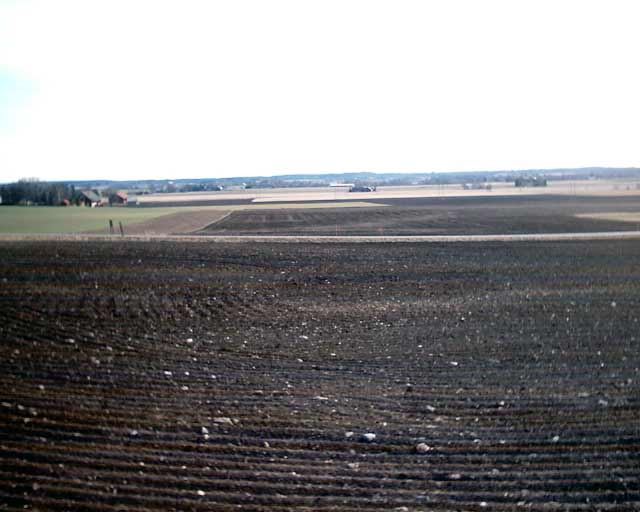
Planície da Gotalândia Oriental
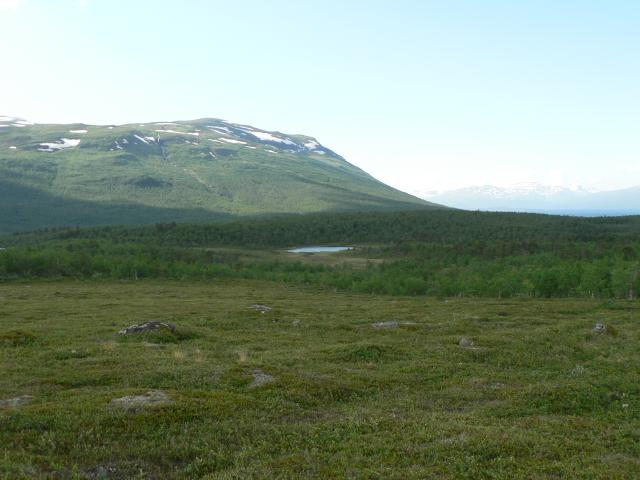
Parque Nacional de Abisko
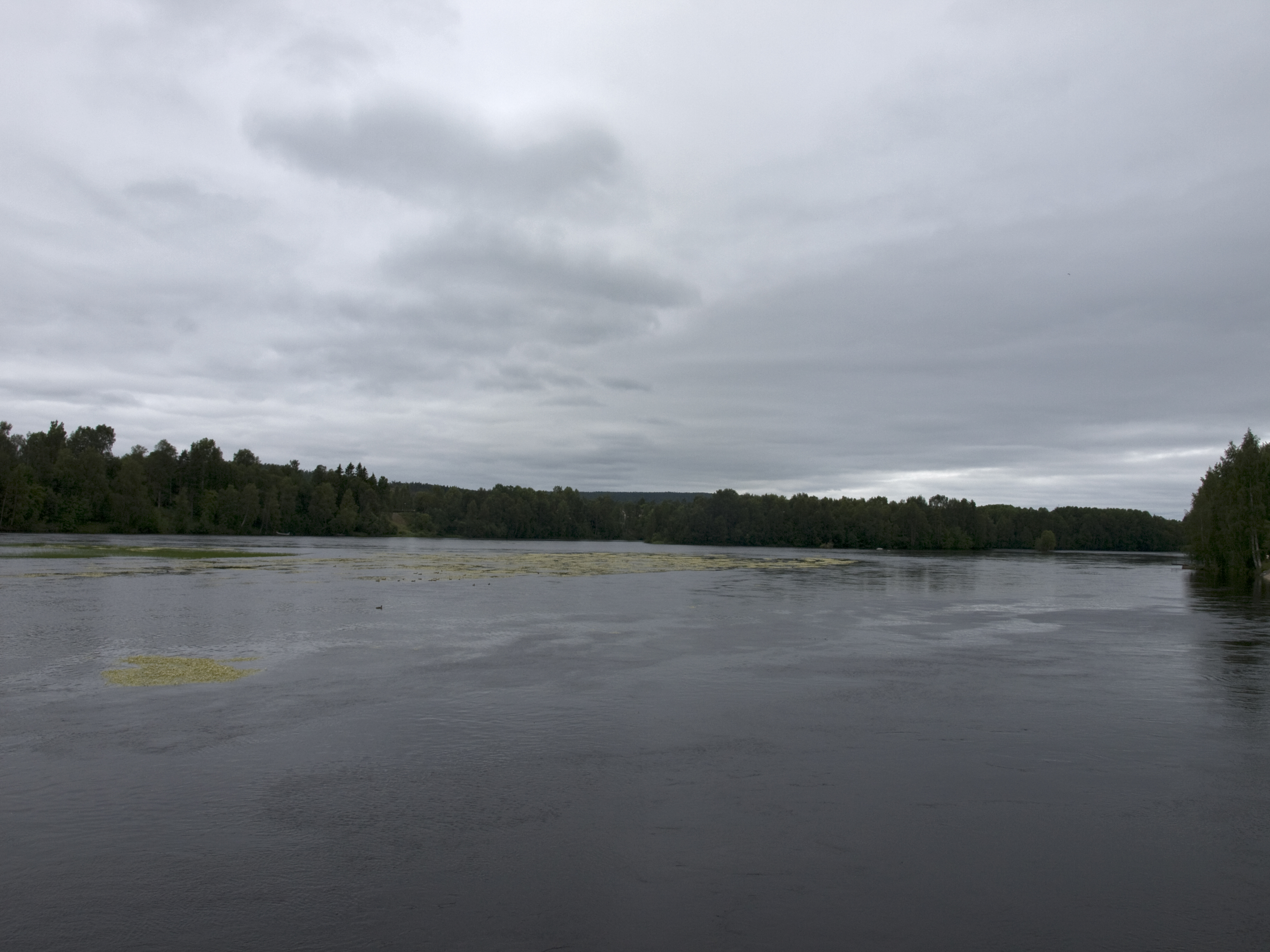
Rio Skellefte em Skellefteå